# Сергеев, Николай Александрович (художник)
Николай Александрович Сергеев (1855—1919) — художник-пейзажист, вольный общник, академик Императорской Академии художеств.

## Биография
Родился в Харькове в 1855 году. Начальное образование получил во 2-й харьковской гимназии.
Первыми наставниками Сергеева в художественной сфере стали известный русско-украинский художник академического направления, ученик К. П. Брюллова Д. И. Безперчий (1825—1913) и русский художник-пейзажист А. А. Киселев (1838—1911). Уже в ранние годы творчества для произведений Николая Александровича стало характерным обращение к образам южно-русской природы, изображение летнего дня, тихих мест в окрестностях деревень, озёр и прудов, покрытых тиной.
После окончания гимназии в 1876 году художник отправился в Петербург. В столице он планировал поступить в институт путей сообщения, однако в итоге прошел специальный отбор и стал брать частные уроки в мастерской одного из самых известных русских художников-маринистов Л. Ф. Лагорио (1827—1905). Лучшие работы: «Заглохшая речка», «Июнь», «Элегия», «Тучка набежала», «Крепнет ветер», «Степь», «Звёзды догорают», «Залив Днепра». Картины Сергеева отличаются световыми эффектами.
С 1878 года мастер начал посещать Академию художеств и экспонироваться на академических выставках.
В 1886 году за картины, представленные на одной из них, он был награждён большой поощрительной серебряной медалью.
В 1887 году мастер стал почетным вольным общником Императорской Академии Художеств.
В 1889 году был награждён орденом святого Станислава 3-й степени в поощрение деятельности на художественном поприще.
В 1890 году Николай Александрович выступил одним из членов-учредителей Санкт-Петербургского общества художников. Его картины регулярно экспонировались на ежегодных выставках этого общества, однако в 1903 году состав правления резко разошелся во мнениях с большинством участников. В связи с этим художники вышли из состава Петербургского общества художников и образовали новое Товарищество художников. Сергеев принял деятельное участие в создании новой организации и до конца жизни представлял свои картины на выставках группы.
С 1896 года произведения Сергеева экспонировались также на показах работ Императорского Общества русских акварелистов, а в 1908 году Николай Александрович был приглашен для учреждения и организации общества им. А. И. Куинджи.
В 1910 году Н. А. Сергеев стал академиком пейзажной живописи.
По данным нек. источников, член Всероссийского Общества поощрения художеств (с. 1928 г. его председатель), однако данная информация ошибочна, в 1928 г. состоялась посмертная выставка в Москве, которая была организована Всероссийским Обществом поощрения художеств. Был издан каталог, в котором объясняется восьмилетняя задержка и констатируется факт смерти художника в 1919 г.
В 1919 Сергеев скончался от тифа в родном Харькове.
До революции работы Сергеева приобретались Русским Императорским домом и известными коллекционерами того времени. Сегодня произведения художника входят в собрания многих музеев России (например, Государственного Русского Музея, СПб) и Украины, частные собрания отечественной живописи.

## Семья
- Сын Евгений (1887—1937) — русский и советский военный деятель[4].

## Галерея
- Сенокос (1887)
- Тоня на Днепре (1888)
- Яблони в цвету. В Малороссии (1895)